# Электроскоп

Простейший электроскоп

Электроско́п (от греческих слов «электрон» и «skopeo» — наблюдать, обнаруживать) — прибор для индикации наличия электрического заряда.

## История

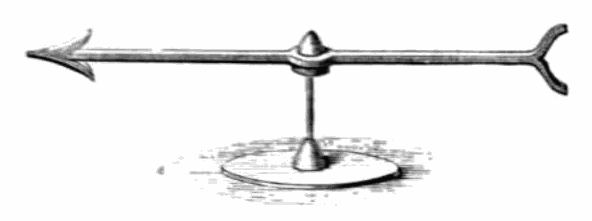
Электроскоп Гильберта

Первый электроскоп был создан в Англии физиком Уильямом Гильбертом примерно в 1600 году. В 1754 году английский изобретатель Джон Кэнтон создал электроскоп с шариком.

## Устройство

Принцип действия электроскопа основан на том, что на одноимённо заряженные тела действуют электростатические силы, приводящие к взаимному отталкиванию. По своей конструкции электроскоп настолько прост, что его можно изготовить своими руками из подручных средств.
Один из вариантов простейшего электроскопа состоит из металлического стержня — электрода и подвешенных к нему двух листочков фольги или бумаги. При прикосновении к электроду заряженным предметом заряды стекают через электрод на листочки фольги (бумаги), листочки оказываются одноимённо заряженными и поэтому отклоняются друг от друга. Для того, чтобы листочки фольги не колебались от движения воздуха, их обычно помещают в стеклянный сосуд. Из сосуда при этом может быть откачан воздух для предотвращения быстрой утечки заряда с фольги.
Если к заряженному электроскопу поднести тело, заряженное противоположно, то угол между его листочками начнёт уменьшаться. Следовательно, электроскоп позволяет определить знак заряда наэлектризованного тела.
Электроскоп как физический прибор сыграл важную роль на ранних этапах изучения электричества. Принцип электроскопа используется для измерения заряда в некоторых видах индивидуальных дозиметров.